# 雷纳托·德比利亚
雷纳托·德比利亚（英語：Renato "Rene" de Villa，1935年7月20日—），上将，是菲律宾的政治人物，曾担任菲律宾总参谋长、菲律宾国防部长，在1989年菲律宾政变中支持菲律宾总统科拉松·阿基诺。

## 生平
1935年，出生。
1957年，菲律宾军事学院毕业。
1986年，任保安军司令。
1987年，任武装部队副总参谋长。
1988年，任武装部队总参谋长。
1989年，平息针对总统的军事政变。
1991年，任国防部长。
1997年，辞职，竞选总统。
2005年，利用腐败丑闻，掀起反对现任总统的运动。